# Cantaron
Cantaron est une commune française située dans le département des Alpes-Maritimes, en région Provence-Alpes-Côte d'Azur. Ses habitants sont appelés les Cantaronnais. En langue niçoise (Georges Castellana), c'est Cantaroun ou Cantaron (selon la norme classique) et ses habitants sont  lu Cantarounié ou lu Cantaroniers  (à ne pas confondre avec l'escargot lu Cantareu).

## Géographie

### Communes limitrophes
| Châteauneuf-Villevieille, Tourrette-Levens | Tourrette-Levens Contes | Contes Blausasc |
| Tourrette-Levens                           | Cantaron                | Blausasc Drap   |
| Tourrette-Levens                           | Nice                    | La Trinité      |

### Climat
Pour des articles plus généraux, voir Climat de Provence-Alpes-Côte d'Azur et Climat des Alpes-Maritimes.
En 2010, le climat de la commune est de type climat méditerranéen franc, selon une étude du Centre national de la recherche scientifique s'appuyant sur une série de données couvrant la période 1971-2000. En 2020, Météo-France publie une typologie des climats de la France métropolitaine dans laquelle la commune est exposée à un climat méditerranéen et est dans la région climatique  Var, Alpes-Maritimes, caractérisée par une pluviométrie abondante en automne et en hiver (250 à 300 mm en automne), un très bon ensoleillement en été (fraction d’insolation > 75 %), un hiver doux (8 °C) et peu de brouillards. 
Pour la période 1971-2000, la température annuelle moyenne est de 15,3 °C, avec une amplitude thermique annuelle de 15,3 °C. Le cumul annuel moyen de précipitations est de 812 mm, avec 5,9 jours de précipitations en janvier et 2,4 jours en juillet. Pour la période 1991-2020, la température moyenne annuelle observée sur la station météorologique de Météo-France la plus proche, « Nice », sur la commune de Nice à 8 km à vol d'oiseau, est de 16,3 °C et le cumul annuel moyen de précipitations est de 791,3 mm. 
La température maximale relevée sur cette station est de 37,7 °C, atteinte le 1er août 2006 ; la température minimale est de −7,2 °C, atteinte le 9 janvier 1985,,. 
Les paramètres climatiques de la commune ont été estimés pour le milieu du siècle (2041-2070) selon différents scénarios d'émission de gaz à effet de serre à partir des nouvelles projections climatiques de référence DRIAS-2020. Ils sont consultables sur un site dédié publié par Météo-France en novembre 2022.

## Urbanisme

### Typologie
Au 1er janvier 2024, Cantaron est catégorisée ceinture urbaine, selon la nouvelle grille communale de densité à 7 niveaux définie par l'Insee en 2022.
Elle appartient à l'unité urbaine de Nice, une agglomération intra-départementale dont elle est une commune de la banlieue,. Par ailleurs la commune fait partie de l'aire d'attraction de Nice, dont elle est une commune de la couronne,. Cette aire, qui regroupe 100 communes, est catégorisée dans les aires de 200 000 à moins de 700 000 habitants,.

### Occupation des sols
L'occupation des sols de la commune, telle qu'elle ressort de la base de données européenne d’occupation biophysique des sols Corine Land Cover (CLC), est marquée par l'importance des forêts et milieux semi-naturels (77,2 % en 2018), en diminution par rapport à 1990 (93,7 %). La répartition détaillée en 2018 est la suivante : 
milieux à végétation arbustive et/ou herbacée (56,3 %), forêts (20,9 %), zones urbanisées (17,7 %), zones agricoles hétérogènes (3,2 %), zones industrielles ou commerciales et réseaux de communication (1,3 %), espaces verts artificialisés, non agricoles (0,6 %).
L'évolution de l’occupation des sols de la commune et de ses infrastructures peut être observée sur les différentes représentations cartographiques du territoire : la carte de Cassini (XVIIIe siècle), la carte d'état-major (1820-1866) et les cartes ou photos aériennes de l'IGN pour la période actuelle (1950 à aujourd'hui).

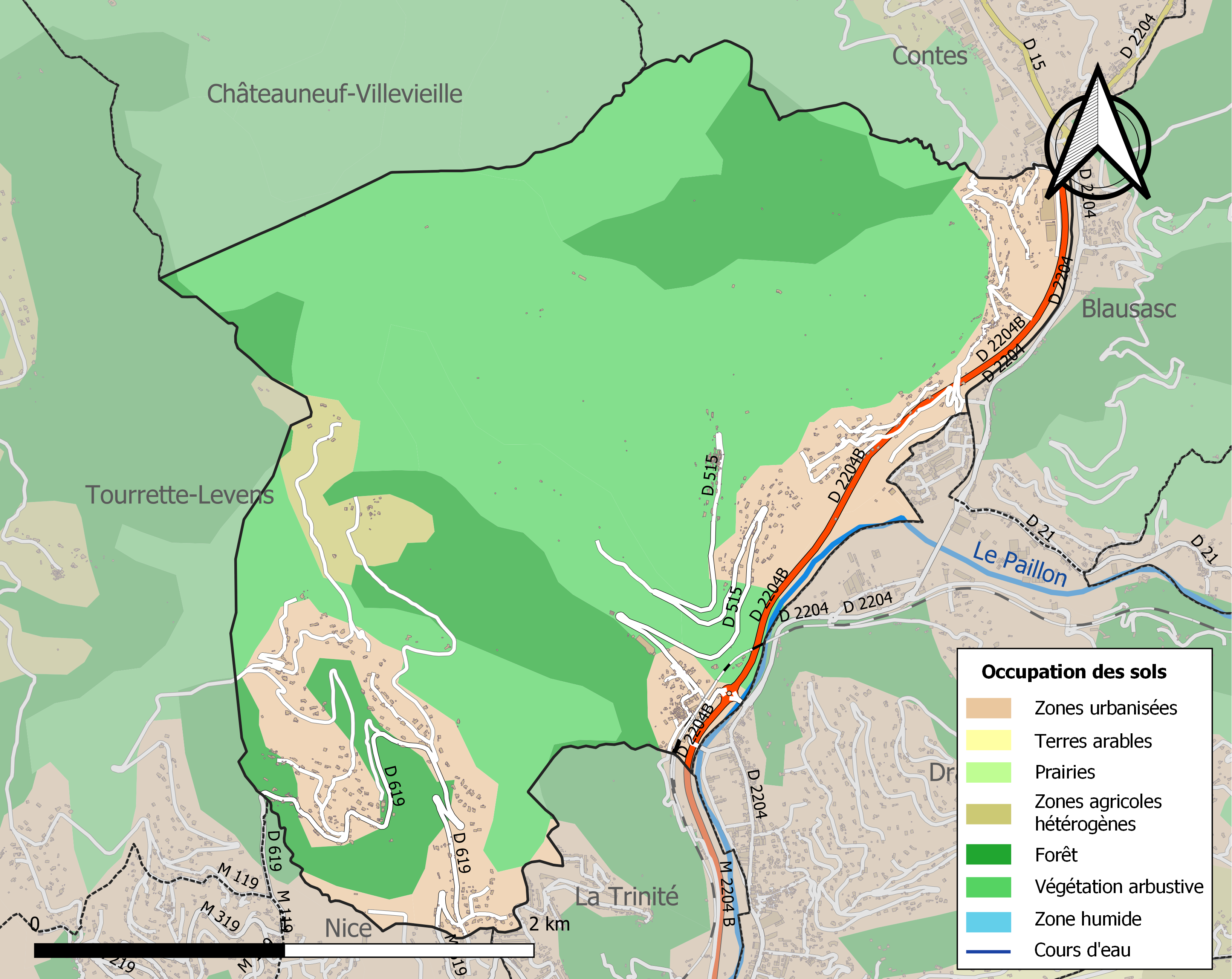
Carte de l'occupation des sols de la commune en 2018 (CLC).

## Politique et administration

### Liste des maires
| Période                                  | Période          | Identité                       | Étiquette | Qualité       |
| ---------------------------------------- | ---------------- | ------------------------------ | --------- | ------------- |
| Les données manquantes sont à compléter. |                  |                                |           |               |
| avant 1988                               | ?                | Joël Cattani                   | PS        |               |
| mars 2001                                | 28 novembre 2017 | Michel Guidi                   | DVG       | Fonctionnaire |
| 8 décembre 2017                          | 2 février 2018   | Christian Di Martino (intérim) |           |               |
| 2 février 2018                           | En cours         | Gérard Branda                  |           |               |

## Démographie
L'évolution du nombre d'habitants est connue à travers les recensements de la population effectués dans la commune depuis 1911. Pour les communes de moins de 10 000 habitants, une enquête de recensement portant sur toute la population est réalisée tous les cinq ans, les populations de référence des années intermédiaires étant quant à elles estimées par interpolation ou extrapolation. Pour la commune, le premier recensement exhaustif entrant dans le cadre du nouveau dispositif a été réalisé en 2007.

En 2022, la commune comptait 1 276 habitants, en évolution de −3,48 % par rapport à 2016 (Alpes-Maritimes : +2,85 %, France hors Mayotte : +2,11 %).
| 1911 | 1921 | 1926 | 1931 | 1936 | 1946 | 1954 | 1962 | 1968 |
| ---- | ---- | ---- | ---- | ---- | ---- | ---- | ---- | ---- |
| 502  | 399  | 469  | 428  | 442  | 244  | 249  | 329  | 539  |

| 1975 | 1982 | 1990  | 1999  | 2006  | 2007  | 2012  | 2017  | 2022  |
| ---- | ---- | ----- | ----- | ----- | ----- | ----- | ----- | ----- |
| 774  | 956  | 1 233 | 1 258 | 1 186 | 1 175 | 1 337 | 1 306 | 1 276 |

### Sécurité
La commune dans son ensemble est classée depuis 2013 en zone de sécurité prioritaire, avec renforcement des effectifs de la police nationale. En effet, la commune « souffre plus
que d’autres d’une insécurité quotidienne et d’une délinquance enracinée » et « connaît depuis quelques années une dégradation importante de ses conditions de sécurité », ce qui a été identifié comme tel par le Ministère de l'Intérieur du Gouvernement Jean-Marc Ayrault, permettant ainsi à ce territoire de bénéficier de policiers supplémentaires.

## Culture locale et patrimoine

### Lieux et monuments
- Église Saint-Joseph de Cantaron

### Héraldique
| Blason de Cantaron | Blason  | D’azur à la tour posée sur un rocher mouvant de la pointe et sommée d’un coq contourné, le tout d’argent. |
| Blason de Cantaron | Détails | Le statut officiel du blason reste à déterminer.                                                          |

## Personnalités liées à la commune
- Bertrand Chameroy (1989-), animateur de télévision qui y a passé son enfance